# Vriesea languida
Vriesea languida là một loài thuộc chi Vriesea. Đây là loài đặc hữu của Brasil.